# Gastón Ramírez
Gastón Exequiel Ramírez Pereyra, né le 2 décembre 1990 à Fray Bentos en Uruguay, est un footballeur international uruguayen. Il évolue au poste de milieu offensif au CA Peñarol.

## Biographie

### CA Peñarol
Né à Fray Bentos, Ramírez a commencé sa carrière à haut niveau en Uruguay avec Peñarol. Il fait ses débuts professionnels pour le club en mars 2009. Lors de sa deuxième année à Peñarol, Ramírez a marqué 6 buts en 20 matchs, aidant le club à remporter la Primera Division 2009-10. Après deux saisons en Uruguay, Ramirez quitte le Peñarol pour aller en Italie, à Bologne. Il totalise 6 buts en 23 matchs.

### Bologne FC
En août 2010, Ramírez a été vendu à Bologne pour un montant 5,5 Millions d'euros.
Il a fait ses débuts avec Bologne lors d'un match nul (1-1) face à Catane le 26 septembre 2010.
Ramírez a terminé sa première saison à Bologne en marquant 4 buts en 25 matches de championnat, et a marqué trois buts en deux matchs en Coppa Italia.
Lors de sa seconde saison, il se fait encore un peu plus remarquer mondialement grâce à ses capacités offensives. À la fin de la saison, il compte huit buts en 33 matchs.
Lors du mercato estival 2012, il est transféré en Angleterre, à Southampton FC. Au total, il compte 60 matchs et 15 buts depuis qu'il est à Bologne.

### Southampton FC
Le 31 août 2012, Ramírez s'engage pour 4 ans avec Southampton en échange de 15 Millions d'euros.
Il fait ses débuts le 15 septembre 2012, lors d'un match de Premier League contre Arsenal, en remplaçant, à la mi-temps, Steven Davis (défaite 6-1). Le 29 septembre 2012, il marque son premier but avec Southampton à l'occasion d'un match de Premier League face à Everton. (défaite 3-1). Le 25 novembre 2012, il marque son premier but au St Mary's Stadium (à domicile) lors d'un match de Premier League face à Newcastle United (victoire 2-0). Le 1er janvier 2013, il a marqué lors d'un match nul (1-1) à domicile face à Arsenal.
Le 27 avril 2013, Ramírez a été expulsé pour un incident impliquant Marc-Antoine Fortuné de West Bromwich Albion après un coup de coude sur Shane Long. En conséquence, il a été suspendu pour les trois derniers matches de la saison. Lors de sa première saison en Angleterre, il a participé à 26 matchs, marqué 5 buts et fait 3 passes décisives.
Lors du mercato d'été, plusieurs poids lourds européens se manifestent pour pouvoir enrôler le jeune Uruguayen. Son agent, Pablo Betancourt, a déclaré à un magazine espagnol qu’il était courtisé par le Borussia Dortmund et l’Atlético Madrid. Quoi qu’il en soit, le club qui voudra le recruter devra payer sa clause délibératoire qui est de 15 Millions d'euros.
Le 23 janvier 2014, il se blesse et sera absent de six à huit semaines pour cause de ligaments de la cheville. Il rate donc une partie importante de la saison, mais compte tout de même 23 matchs et 3 buts à la fin de sa seconde saison avec Southampton.
Lors du mercato estival de 2014, il est prêté à Hull City.

### Hull City
Le 1er septembre 2014, Ramírez a été prêté en Premier League, à Hull City. Deux semaines plus tard, il fait ses débuts au Stade KC, remplaçant Mohamed Diamé pour les 11 dernières minutes d'un match nul 2-2 contre West Ham United.
Ramírez a reçu un carton rouge direct pour avoir tapé Jan Vertonghen du Tottenham Hotspur. Le score s'est terminé sur une défaite, 1-2, à domicile le 23 novembre 2014.

### Middlesbrough FC
Le 26 janvier 2016, lors du mercato hivernal, Gastón Ramírez est prêté jusqu'à la fin de la saison au Middlesbrough FC.
Lors du mercato d'été 2016, Ramírez rejoint avec un transfert définitif Middlesbrough promu en Premier League.

### Sampdoria Gênes
Après la relégation de Middlesbrough en deuxième division, Gastón Ramírez quitte le club pour rejoindre la Sampdoria de Gênes, club avec il lequel s'engage le 4 août 2017,.

### Carrière internationale
Ramírez connait sa première sélection avec l'Uruguay le 8 octobre 2010, lors d'une victoire 7-1 face à l'Indonésie à Jakarta. Il est entré sur le terrain à la mi-temps, en remplaçant Diego Pérez.
En 2009, Ramírez est sélectionné pour participer à la Coupe du monde de la FIFA des U-20.
En juillet 2012, il a été nommé en tant que membre de l'équipe d'Uruguay pour le tournoi de football aux Jeux olympiques d'été de 2012, marquant lors d'un match d'échauffement contre le Panama le 15 juillet 2012. Le 26 juillet, il a marqué un sublime coup franc pour égaliser lors d'un match contre les Émirats arabes unis à Old Trafford. Le match s'est finalement terminé sur le score de 2-1. L'Uruguay est finalement éliminé de la phase de groupes.
En juin 2013, Ramírez a été choisi par Óscar Tabárez pour participer à la Coupe des confédérations de la FIFA 2013. Ramírez a commencé le premier match de groupe contre les champions du monde espagnols, puis a joué le troisième match contre Tahiti. L'Uruguay a fini quatrième de la compétition, sortie par le Brésil sur le score de 2 buts à 1.
Le 31 mai 2014, Ramírez a été nommé dans l'équipe de l'Uruguay pour la Coupe du monde de la FIFA 2014. Il a fait ses débuts dans le tournoi lors du dernier match du groupe contre l'Italie le 24 juin, en remplaçant Cristian Rodríguez à la 78e minute. Trois minutes plus tard, il a fourni la passe décisive à partir de laquelle Diego Godín a marqué le seul but du match, qui qualifiera l'Uruguay en huitième de finale. L'Uruguay sera éliminé par la Colombie en huitième de finale sur le score de 2-0. Il enchaîna lors de la Copa America 2016, la Celeste sortant durant les phases de poules.
En mai 2018, son nom figure sur une liste provisoire de 26 joueurs uruguayens pouvant participer à la Coupe du monde 2018, mais il n'est finalement pas inclus dans la liste finale de 23 joueurs.

## Palmarès
- Primera División Uruguaya : 2009/2010
- Vice-Champion de Football League Championship (2e division) en 2016 avec Middlesbrough